# Plagiometriona diffusa
Plagiometriona diffusa es una especie de insecto coleóptero de la familia Chrysomelidae.
Fue descrita científicamente en 2002 por Buzzi.